# Touraw
Touraw (en biélorusse : Ту́раў ; en łacinka : Turaŭ) ou Tourov (en russe : Туров ; en polonais : Turów ; en lituanien : Turava) est une ville de la voblast de Homiel ou oblast de Gomel, en Biélorussie. Sa population s'élevait à 2 770 habitants en 2017.

## Géographie
Touraw se trouve dans la région historique de la Polésie. Elle est située sur la rive droite de la Pripiat, à 226 km à l'ouest de Gomel et à 206 km au sud de Minsk.

## Histoire
Touraw a été la première capitale des Drégovitchs, une des tribus slaves à l'origine des premières principautés russes, elle est mentionnée dans la Chronique des temps passés en 980 et appartenait au prince Rogvold de Polotsk. Touraw était à cette époque une des deux résidences des princes de Pinsk et Tur. La ville bénéficiait d'une excellente situation sur les routes empruntées par les Vikings lors de leurs raids vers l'Empire byzantin et était un grand centre du commerce entre mer Baltique et mer Noire. Elle fut aussi un centre important de la christianisation de la région.
Après son intégration dans le grand-duché de Lituanie en 1320, la ville perdit beaucoup de son importance commerciale et stratégique et fut attribuée successivement à plusieurs familles de la noblesse. Elle subit aussi les attaques tatares. Le deuxième partage de la Pologne, en 1793, l'attribua à l'Empire russe. Elle n'était plus à cette époque qu'une modeste bourgade de province.
En 1897, Touraw, située dans la zone de résidence obligatoire des sujets juifs de l'Empire russe, abritait une communauté juive forte de 2 253 personnes, soit 52,5 pour cent de la population totale. En 1924, Touraw devint le centre administratif du raïon de Touraw. Le 27 juillet 1939, le village de Touraw fut élevé au statut de commune urbaine de la voblast de Polésie. La communauté juive fut en grande partie exterminée pendant la Seconde Guerre mondiale lors de l'occupation de la ville par l'Allemagne nazie, de l'été 1944 au 5 juillet 1944. En 1962, le raïon de Touraw fut supprimé et son territoire rattaché au raïon de Jytkavitchy.

## Population
Recensements (*) ou estimations de la population :
| 1897* | 1909  | 1923* | 1926* | 1939* |
| ----- | ----- | ----- | ----- | ----- |
| 4 290 | 6 435 | 6 212 | 5 363 | 5 439 |

| 1959* | 1970* | 1979* | 1989* | 1999* |
| ----- | ----- | ----- | ----- | ----- |
| 5 339 | 4 297 | 3 799 | 3 467 | 3 300 |

| 2009* | 2014  | 2015  | 2016  | 2017  |
| ----- | ----- | ----- | ----- | ----- |
| 2 967 | 2 793 | 2 771 | 2 795 | 2 770 |

## Personnalités
- Gertrude de Pologne (1025-1108), fille de Mieszko II de Pologne, épouse de Iziaslav Ier, y serait décédée

- Michel Glinski (vers 1470-1534), homme de guerre lituanien né à Touraw.
- Cyrille de Tourov (vers 1130-vers 1182), évêque et théologien de l'Église orthodoxe, né et mort à Touraw.